# Marmaroplegma
Marmaroplegma is een geslacht van vlinders van de familie Eupterotidae.

## Soorten
- M. conspersa Aurivillius, 1921
- M. paragarda Wallengren, 1860
- M. unicolor Janse, 1915